# Asplenium miradorense
Asplenium miradorense là một loài thực vật có mạch trong họ Aspleniaceae. Loài này được Liebm. miêu tả khoa học đầu tiên năm 1849.